# PPG Paints-арена
Пи-пи-джи Пэйнтс Арена (англ. PPG Paints Arena) — спортивная арена в Питтсбурге, Пенсильвания. На арене проводит свои домашние игры хоккейная команда «Питтсбург Пингвинз» из Национальной хоккейной лиги. С 2011 по 2014 год здесь также играла футбольная команда «Питтсбург Пауэр» из AFL.
Строительство арены началось в 2008 году, а открытие состоялось 1 августа 2010 года. Стадион заменил устаревшую «Меллон-арену» («Сивик-центр»), которая была построена еще в 1961 году. По строительству, стадион стал первой ареной как в НХЛ, так и в AFL, получивший золотой сертификат Leadership in Energy and Environmental Design (LEED). Арена также завоевала награду Pollstar Concert Industry Awards в категории «Лучшее новой большое концертное сооружение», а также была названа «Лучшей ареной НХЛ» в опросе читателей Sports Business Journal. В декабре 2008 года компания Consol Energy купила права на название арены. В октябре 2016 года местная компания по производству краски приобрела права на название сроком на 20 лет. Стадион получил название PPG Paints Arena.

## Шоу рестлинга
На арене часто проводятся шоу рестлинга. С 2011 года на PPG Paints-арене регулярно проводятся хаус-шоу и ТВ-записи WWE. С 2014 года на арене проводят Премиум-шоу WWE: Royal Rumble (2014), Roadblock (2016), Extreme Rules (2018). В 2020 году запланированные на арене шоу WWE были отменены из-за пандемии коронавируса.
2 сентября 2023 года на арене состоится премиум-шоу Payback.